# Neosaropogon janforresti
Neosaropogon janforresti är en tvåvingeart som beskrevs av Lavigne 2006. Neosaropogon janforresti ingår i släktet Neosaropogon och familjen rovflugor. Inga underarter finns listade i Catalogue of Life.